# Маріано Рахой
Маріано Рахой Брей (ісп. Mariano Rajoy Brey; нар. 27 березня 1955, Сантьяго-де-Компостела, Галісія, Іспанія) — іспанський політик, лідер Народної партії з 2004 року. 21 грудня 2011 — 1 червня 2018 року — прем'єр-міністр Іспанії.
Обіймав міністерські посади в уряді Хосе Марії Аснара, з 28 лютого 2000 до 3 вересня 2003 року — віцепрезидент уряду, з лютого 2001 до 2004 року — міністр внутрішніх справ. Після поразки партії на виборах 17 квітня 2004 року очолив опозицію у кортесах.
2008 року програв парламентські вибори соціалістам на чолі з Хосе Луїсом Родрігесом Сапатеро.
На загальних парламентських виборах 20 листопада 2011 року Народна партія Іспанії під його керівництвом здобула перемогу, отримавши 186 з 350 місць у нижній палаті.

## Освіта
Рахой — онук одного з авторів Статуту автономії Галісії 1932 року, якого відсторонили від викладацької діяльності в університеті під час диктатури до початку п'ятдесятих, і син голови провінційного суду міста Понтеведри, у якому він виріс.
Він є дипломованим юристом. На останньому курсі юридичного факультету університету Сантьяго-де-Компостела він почав готуватися, плануючи обійняти посаду реєстратора нерухомості, яку й отримав після закінчення університету, коли йому було 24 роки. Таким чином, він став наймолодшим реєстратором і був призначений у Падрон (Галісія), Вільяфранка-дель-Б'єрсо (Леон) і Санта-Пола (Аліканте).

## Галісійська політика (1981—1991)
За підтримки Хосе Луїса Баррейру (ісп. Xosé Luis Barreiro) 1981 року Рахой став членом Народного альянсу (Alianza Popular; з 1989 року Народна партія) і був обраний депутатом місцевого парламенту на перших автономних виборах у Галісії, що пройшли того ж року.
1982 року Рахой був призначений генеральним директором комітету зі зв'язків уряду Галісії і секретарем комісії з трансфертами між державою і автономним співтовариством Галісія. На муніципальних виборах у травні 1983 року він був обраний членом законодавчої ради міста Понтеведри. 1986 року він був призначений головою законодавчої ради провінції Понтеведра, і обіймав цю посаду до 1991 року.
На загальних виборах 1986 року він отримав депутатський мандат у Конгресі депутатів, очоливши виборчий список від Понтеведри. Але вже у листопаді внаслідок кризи і відставки Хосе Луїса Баррейру та інших членів хунти Галісії він змушений був відмовитися від цієї посади, щоб посісти місце віцепрезидента уряду Галісії. На позачерговому з'їзді партії у травні 1988 року Рахоя призначили генеральним секретарем відділення Народного альянсу в Галісії.
У січні 1989 року Народний альянс перетворили на єдину партію і перейменували на Народну партію (НП), очолювану Мануелем Фрага Ірібарне. Рахоя призначили членом виконавчого національного комітету Народної партії і представником Понтеведри. 1993 року його переобрали.
4 вересня 1989 Хосе Марію Аснара (до того моменту голова хунти автономного співтовариства Кастилія і Леон), за пропозицією самого Фрага обрали кандидатом на загальних виборах і у квітні 1990 року Аснар став головою Народної партії, а Рахоя обрали членом Національного виконавчого комітету і заступником генерального голови НП. Після цих виборів його обрали представником від Понтеведри, він очолив Комісію парламентського контролю.
На виборах 1993 року Народна партія стала головною партією табору опозиції, і Рахой повернув собі депутатський мандат представника від Понтеведри.

## Міністр уряду (1996—2004)
3 березня 1996 Народна партія перемогла на виборах, отримавши 9 716 006 голосів. Аснара обрали прем'єр-міністром за підтримки Баскської націоналістичної партії, Конвергенції і Союзу, і Канарської коаліції, і Рахой втретє отримав свій депутатський мандат у Конгресі депутатів. За заслуги у керівництві передвиборчою кампанією, яка виявилася дуже успішною, Рахя було призначено міністром громадської адміністрації, заснованої Законом «Про організацію та функціонування громадської адміністрації». Того ж року він одружився з Ельвірою Фернандес Бальбоа.
У січні 1999 року Рахой змінив посаду, обійнявши посаду міністра освіти і культури Есперанса Агірре, яка була зміщена внаслідок гострої критики на свою адресу. Перебуваючи на цій посаді, Рахой сприяв прийняттю нового плану у галузі професійної освіти (про отримання освіти за допомогою мережі Інтернет) та програми щодо поліпшення роботи музеїв. Цього ж місяця на VIII з'їзді Народної партії його переобрали заступником генерального секретаря партії.
На загальних виборах 2000 року Народна партія отримала абсолютну більшість у Парламенті, набравши 10 321 178 голосів (найвищий результат за всю історію існування Народної партії). Рахой, як і на попередніх виборах, керував передвиборчою кампанією і тому був призначений першим віцепрем'єром і міністром адміністрації Аснара, змінивши на цьому посту Франсиско Альвареса Каскоса.
У лютому 2001 року після порушеного перемир'я 1999 року з ЕТА, він залишив пост міністра адміністрації голови уряду і змінив на посту міністра внутрішніх справ Хайме Майора Горіха. Перебуваючи на цій посаді, Рахой зосередив свою діяльність на боротьбі з терористичною організацією ЕТА та поглибленні співробітництва з Францією у цьому, прийняття проєкту Закону «Про приєднання» (червень, 2001), Регламенту, що розвиває Закон «Про проживання осіб без громадянства» (липень, 2001) та попереднього проєкту Закону «Про заборону вживання алкогольних напоїв у недозволених місцях» (травень, 2002).
У січні 2002 року на з'їзді партії Рахоя знову переобрали на посаді заступника генерального секретаря партії. У липні цього року він пішов з поста міністра внутрішніх справ і отримав портфель офіційного представника Уряду та міністра адміністрації голови уряду.
Як представнику уряду Рахою довелося мати справу з двома найбільшими кризами: врегулюванням наслідків екологічної катастрофи через катастрофу танкера «Престиж» біля берегів Галісії і протистоянням політиці Аснара, який підтримав Дж. Буша під час вторгнення до Іраку 2003 року.
3 вересня 2003 він пішов зі всіх обійманих посад, оскільки Хосе Марія Аснар висунув його кандидатуру на пост генерального секретаря НП і кандидата на пост президента. На XIV з'їзді Народної партії його обрали новим лідером.
Вибори, що пройшли після терористичних актів 11 березня 2004, відзначились зменшенням неявки. Перемогу здобула Іспанська соціалістична робітнича партія, очолювана Хосе Луїсом Родрігесом Сапатеро, отримавши майже на 1 300 000 голосів більше, ніж НП, і 164 депутатських крісла. Народна партія отримала 9 763 144 голосів і 148 депутатських місця, що на 35 місць менше, ніж 2000 року, хоча вона зберегла відносну більшість у Сенаті, втративши 25 сенаторських місць.

## Політика в опозиції (з 2004 року)
З 2004 до 2018 року Маріано Рахой займав пост голови Народної партії, головної партії табору опозиції наявному уряду.
Його критика уряду була сконцентрована здебільшого на скасуванні планів свого попередника (Національний план з гідроенергетики), на зовнішній політиці, головним чином, на відносинах із США, на міграційній політиці, на визнанні гомосексуальних союзів шлюбами і на реформах статутів автономій, особливо, Каталонії. На думку Рахо, зміни у Статуті автономії Каталонії призведуть до неявного переходу від моделі держави автономій до моделі конфедерації і несумісності та поставить під загрозу саме існування єдиної Іспанії. Крім того, він вважає, що перегляд Статуту автономії Каталонії призведе до необхідності перегляду Конституції, тому необхідність їхнього проведення повинна вирішуватися на референдумі. Щодо мирного процесу, розпочатого після того, як 2006 року ЕТА заявила про припинення дій, Рахой займає відкрито критичну позицію і не підтримує політику уряду і думку інших опозиційних партій, оскільки не вірить у намір ЕТА скласти зброю. Позиція Рахоя і його партії стала першим прикладом, коли опозиційна партія не підтримує антитерористичну політику уряду, попри те, що і до цього іншими урядами велися переговори з ЕТА, і навіть урядом самого Аснара.
У квітні 2007 року Рахой виступив у відомій телепрограмі на каналі TVE 1 (Перший телевізійний канал Іспанії). Під час свого виступу він відмовився відповідати, скільки він отримує, і заявив, що звинувачення на адресу Іраку про наявність у того засобів масового знищення були помилкою всієї світової спільноти. Кількома днями пізніше стало відомо, що він отримує більше, ніж голова уряду Сапатеро. У жовтні 2007 року Рахой знову викликав бурхливу полеміку і прикував увагу суспільства своєю заявою, у якій він зменшив значення запобігання наслідків зміни клімату у довгостроковій перспективі. Безліч політичних представників та екологічних організацій не забарилися, засудивши подібну заяву, від якої, втім, Рахой відхрестився через кілька днів.
Після другої невдачі поспіль багато засобів масової інформації стали всерйоз розмірковувати про те, чи продовжить Рахой очолювати партію і опозицію. Проте, сам Рахой чітко висловив свій намір залишитися при владі, виступивши на з'їзді партії у червні цього ж року із заявою про те, що він буде знову балотуватися на виборах. Протягом наступних тижнів і особливо після призначення Сораї Саенс де Сантамарія на пост представника Народної партії у Конгресі депутатів, йшли особливо бурхливі і гострі дискусії у ЗМІ разом з прихильниками Есперансі Агірре і оточенням Маріано Рахо.

## Прем'єр-міністр
Після перемоги Народної партії на виборах 2011 року, що отримала 186 з 350 місць у Конгресі депутатів, очолив уряд Іспанії.
Парламентські вибори 20 грудня 2015 року вкинули Іспанію в урядову кризу. Посіла перше місце Народна партія отримала 28,7 % голосів і 123 місця в Конгресі депутатів, а Іспанська соціалістична робоча партія (ІСРП) — 22 % (90 місць). Сформувати уряд, який отримав би більшість у Конгресі депутатів, не вдалося. 26 червня 2016 року в Іспанії відбулися дострокові парламентські вибори, за результатами яких Народна партія залишилася найбільшою, трохи додала і виграла 137 мандатів, але це не дозволяло їй сформувати уряд самотужки. З грудня 2015 до жовтня 2016 року Іспанією керував технічний уряд, на чолі з виконувачем обов'язків прем'єр-міністра Рахоєм. 29 жовтня Конгрес депутатів у другому турі голосування простою більшістю підтримав кандидатуру Рахоя на посаді глави уряду. Сформований Рахоєм уряд меншості спирався на найменшу парламентську підтримку в сучасній історії Іспанії.
1 червня 2018 роки після корупційного скандалу пішов у відставку через недовіру з боку парламентської більшості: 180 депутатів проголосували за вотум недовіри, 169 — проти, один утримався.